# Rudolf Goclenius l'Ancien
Pour les articles homonymes, voir Goclenius.
Rudolf Goclenius l'Ancien ou Rudolph Goclenius ou Rudolph Göckel ou Rudulphus Goclenius senior (Korbach, 1er mars 1547 -  Marbourg, 8 juin 1628) est un professeur allemand qui enseigna la philosophie, la logique, la métaphysique et l'éthique à l'université de Marbourg. Il est l'auteur de Psychologia (1590) et d'un célèbre Lexicon philosophicum (1613). 

## Biographie
Très favorable à Pierre de La Ramée, il fut cependant contraint de faire amende honorable devant l'université de Marbourg et de revenir à l'aristotélisme. 
Ne pas confondre Rudolph Goclenius l'Ancien, Rudulphus Goclenius senior (1547-1628), professeur de logique à Marbourg, avec Rudolf Goclenius le Jeune (1572-1621), son fils, professeur de médecine à l'université de Marbourg, disciple de Paracelse, auteur d'un Tractatus de magnetica curatione vulnerum (« Traité sur la cure magnétique des blessures ») (1617) qu'attaquèrent Jean Roberti, jésuite et Jean-Baptiste Van Helmont. Sur la controverse entre Goclenius et Roberti voir l'ouvrage de Roberto Poma, Magie et guérison. La rationalité de la médecine magique (XVIe-XVIIe), Paris, Orizons, 2009.

## Écrits
- Psychologia: hoc est, De hominis perfectione, animo et in primis ortu hujus, commentationes ac disputationes quorundam theologorum & philosophorum nostrae aetatis. Marburg 1590
- Oratio de natura sagarum in purgatione et examinatione per Frigidam aquis innatantium. Marbourg 1590 Livre numérisé de l'université de Halle
- Problematum logicorum. 1590
- Partitio dialectica. Francfort 1595
- Isagoge in peripateticorum et scholasticorum primam philosopiam, quae dici consuevit metaphysica. 1598 livre numérisé de l'université de Halle
- Institutionum logicarum de inventione liber unus. Marbourg 1598
- Isagoge in Organum Aristotelis. 1598
- Disquisitiones philosophicae, Marbourg, 1599, en ligne.
- Physicae completae speculum. Francfort 1604
- Dilucidationes canonum philosophicorum. Lich 1604
- Controversia logicae et philosophiae, ad praxin logicam directae, quibus praemissa sunt theoremata seu praecepta logica. Marbourg 1604
- Solennis Actus Promotionis XX. Candidatorvm Philosophici Magisterii. Kezelius, Marbourg 1608, livre numérisé, université et bibliothèque de Düsseldorf
- Conciliator philosophicus. 1609
- Lexicon philosophicum quo tanquam clave philosophiae fores aperiuntur. M. Becker, Frankfurt 1613; Nachdruck Georg Olms, Hildesheim 1964.
- Lexicon philosophicum Graecum. Hutwelcker, Marburg 1615, online